# Ервин Леви
Ервин Леви (на немски: Erwin Levy) е германски психолог.

## Биография
Роден е на 11 април 1907 година в Груджьондз, днес Полша. учи медицина в Университета в Берлин и през 1931 получава докторска степен. Заедно с Волфганг Мецгер е асистент на създателя на гещалт психологията Макс Вертхаймер във Франкфуртския университет.
Когато нацистите идват на власт през 1933 г. от Париж, той емигрира в САЩ, поради това че е евреин. Работи в Ню Йорк като психиатър и психоаналитик. Публикува работи по психология, включително и по гещалт психология.
Умира на 10 ноември 1991 година в Ню Йорк на 84-годишна възраст.